# شاه کلاغی نیلگون
شاه کلاغی نیلگون گونه‌ای از پروانه است که زیرمجموعه سرده پروانه‌های کلاغی و تیره فرچه‌پایان می‌باشد. این گونه در سال ۱۸۵۸ توصیف علمی شد.